# In persona episcopi
In persona episcopi alla lettera "nella persona del vescovo" è un'espressione latina usata dalla Santa Sede per indicare l'unione di due (o più) diocesi, con la quale si lasciano inalterate le strutture di ciascuna diocesi (seminari, cattedrali, uffici di curia) ad eccezione del ministero episcopale, che è esercitato da un unico vescovo (cioè in unione personale).
È la forma più blanda di unione fra diocesi e può avere carattere temporaneo. In qualche caso l'unione in persona episcopi è stata una soluzione di transizione verso l'unione aeque principaliter o la piena unione.

## Diocesi ed eparchie unitein persona episcopi
Gli elenchi seguenti sono aggiornati al 24 febbraio 2025, data dell'ultima variazione.

### Canada
- Diocesi di Amos e diocesi di Rouyn-Noranda, dal 16 settembre 2023

### Grecia
- Diocesi di Sira[1] e diocesi di Santorino, dal 22 febbraio 1947

### Iran
- Arcieparchia di Urmia ed eparchia di Salmas, dal 6 ottobre 1930 (Chiesa caldea)

### Irlanda
- Diocesi di Galway e Kilmacduagh[2] e diocesi di Clonfert, dall'11 febbraio 2022
- Diocesi di Elphin e diocesi di Achonry, dal 16 febbraio 2025

### Italia
- Diocesi di Tivoli e sede suburbicaria di Palestrina, dal 19 febbraio 2019
- Diocesi di Nuoro e diocesi di Lanusei, dal 9 aprile 2020
- Arcidiocesi di Camerino-San Severino Marche e diocesi di Fabriano-Matelica, dal 27 giugno 2020
- Arcidiocesi di Modena-Nonantola e diocesi di Carpi, dal 7 dicembre 2020
- Diocesi di Pozzuoli e diocesi di Ischia, dal 22 maggio 2021
- Diocesi di Grosseto e diocesi di Pitigliano-Sovana-Orbetello, dal 19 giugno 2021
- Diocesi di Assisi-Nocera Umbra-Gualdo Tadino e diocesi di Foligno, dal 26 giugno 2021
- Arcidiocesi di Oristano e diocesi di Ales-Terralba, dal 3 luglio 2021
- Diocesi di Civitavecchia-Tarquinia e sede suburbicaria di Porto-Santa Rufina, dal 12 febbraio 2022
- Arcidiocesi di Torino e diocesi di Susa, dal 19 febbraio 2022
- Diocesi di Città di Castello e diocesi di Gubbio, dal 7 maggio 2022
- Arcidiocesi di Siena-Colle di Val d'Elsa-Montalcino e diocesi di Montepulciano-Chiusi-Pienza, dal 21 luglio 2022
- Diocesi di Frosinone-Veroli-Ferentino e diocesi di Anagni-Alatri, dal 10 novembre 2022
- Arcidiocesi di Pesaro e arcidiocesi di Urbino-Urbania-Sant'Angelo in Vado, dal 7 gennaio 2023
- Diocesi di Teano-Calvi e diocesi di Alife-Caiazzo, dal 26 febbraio 2021, con la diocesi di Sessa Aurunca, dal 23 febbraio 2023
- Arcidiocesi di Matera-Irsina e diocesi di Tricarico, dal 4 marzo 2023
- Sede suburbicaria di Velletri-Segni e sede suburbicaria di Frascati, dal 12 settembre 2023
- Diocesi di Pistoia e diocesi di Pescia, dal 14 ottobre 2023
- Arcidiocesi di Capua e diocesi di Caserta, dall'11 dicembre 2023
- Diocesi di Ascoli Piceno e diocesi di San Benedetto del Tronto-Ripatransone-Montalto, dal 2 maggio 2024
- Diocesi di Isernia-Venafro e diocesi di Trivento, dal 24 febbraio 2025

### Macedonia del Nord
- Diocesi di Skopje ed eparchia della Beata Maria Vergine Assunta in Strumica-Skopje, dall'11 gennaio 2001

### Spagna
- Diocesi di Huesca e diocesi di Jaca, dal 23 ottobre 2003
- Diocesi di Salamanca e diocesi di Ciudad Rodrigo, dal 15 novembre 2021

## Altre circoscrizioni ecclesiastiche

### Ordinariati
Alcuni ordinariati militari e ordinariati per i fedeli di rito orientale sono retti da un vescovo residenziale:
- l'ordinario militare in Belgio è l'arcivescovo di Malines-Bruxelles
- l'ordinario militare in Germania è il vescovo di Essen
- l'ordinario militare in Indonesia è l'arcivescovo di Giacarta
- l'ordinario militare in Nuova Zelanda è l'arcivescovo di Wellington
- l'ordinario militare nella Repubblica Dominicana è l'arcivescovo di Santo Domingo
- l'ordinario militare in Sudafrica è l'arcivescovo di Pretoria
- l'ordinario di Argentina è l'arcivescovo di Buenos Aires
- l'ordinario del Brasile è l'arcivescovo di Belo Horizonte
- l'ordinario di Francia è l'arcivescovo di Parigi
- l'ordinario di Polonia è l'arcivescovo di Varsavia
- l'ordinario di Spagna è l'arcivescovo di Madrid

### Missionisui iuris
- l'arcivescovo di Detroit è superiore della missione sui iuris delle isole Cayman
- l'arcivescovo di Newark è superiore della missione sui iuris di Turks e Caicos
- l'arcivescovo di Samoa-Apia è superiore della missione sui iuris di Tokelau

### Chiese cattoliche orientali
Sono rette dal medesimo presule le seguenti circoscrizioni:
- l'arcieparchia di Haifa e Terra Santa e gli esarcati patriarcali di Giordania e di Gerusalemme e Palestina dei Maroniti